# Гребінничок
Гребінничок (Waldsteinia) — рід квіткових рослин родини трояндових (Rosaceae). Він містить близько шести видів, які поширені в помірній північній півкулі. Деякі види культивуються як ґрунтопокривні в садах, зокрема Waldsteinia fragarioides з Північної Америки, Waldsteinia geoides з Європи, Waldsteinia lobata та Waldsteinia ternata з Євразії.

## Морфологічна характеристика
Це трави багаторічні, повзучі. Прикореневі листки чергові. Листкова пластинка 3–5-роздільна або пальчасто-3–5-листочкова. Суцвіття 1–5-квіткове. Чашолистків 5. Пелюсток 5. Тичинки численні, в 3 ряди. Сім'янки сухі або злегка м'ясисті, волосисті, на верхівці рубчасті.